# Willys Jeepster
Willys Jeepster – samochód osobowy klasy kompaktowej produkowany pod amerykańską marką Willys w latach 1948–1950.

## Historia i opis modelu

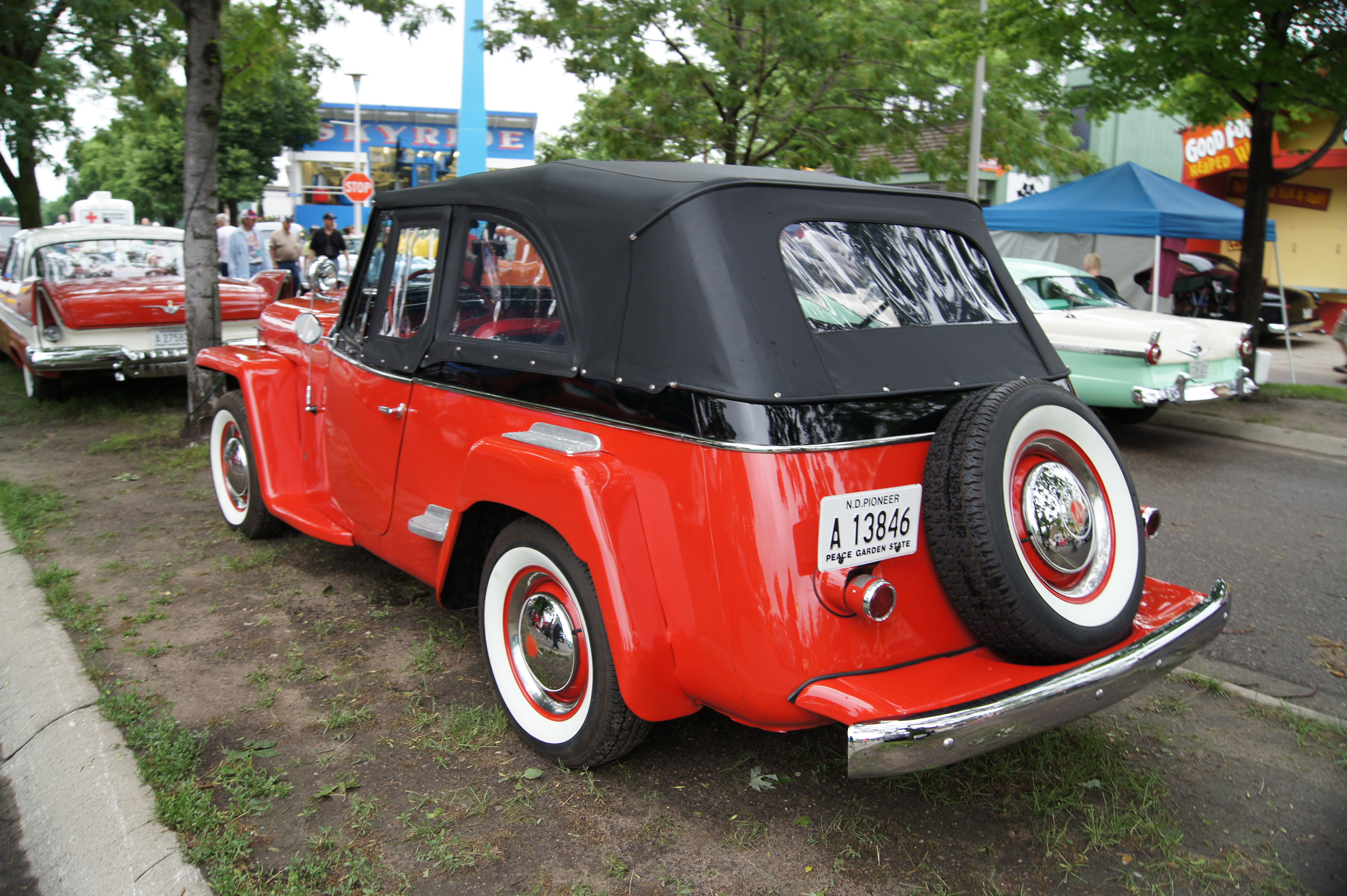
Willys Jeepster - tył

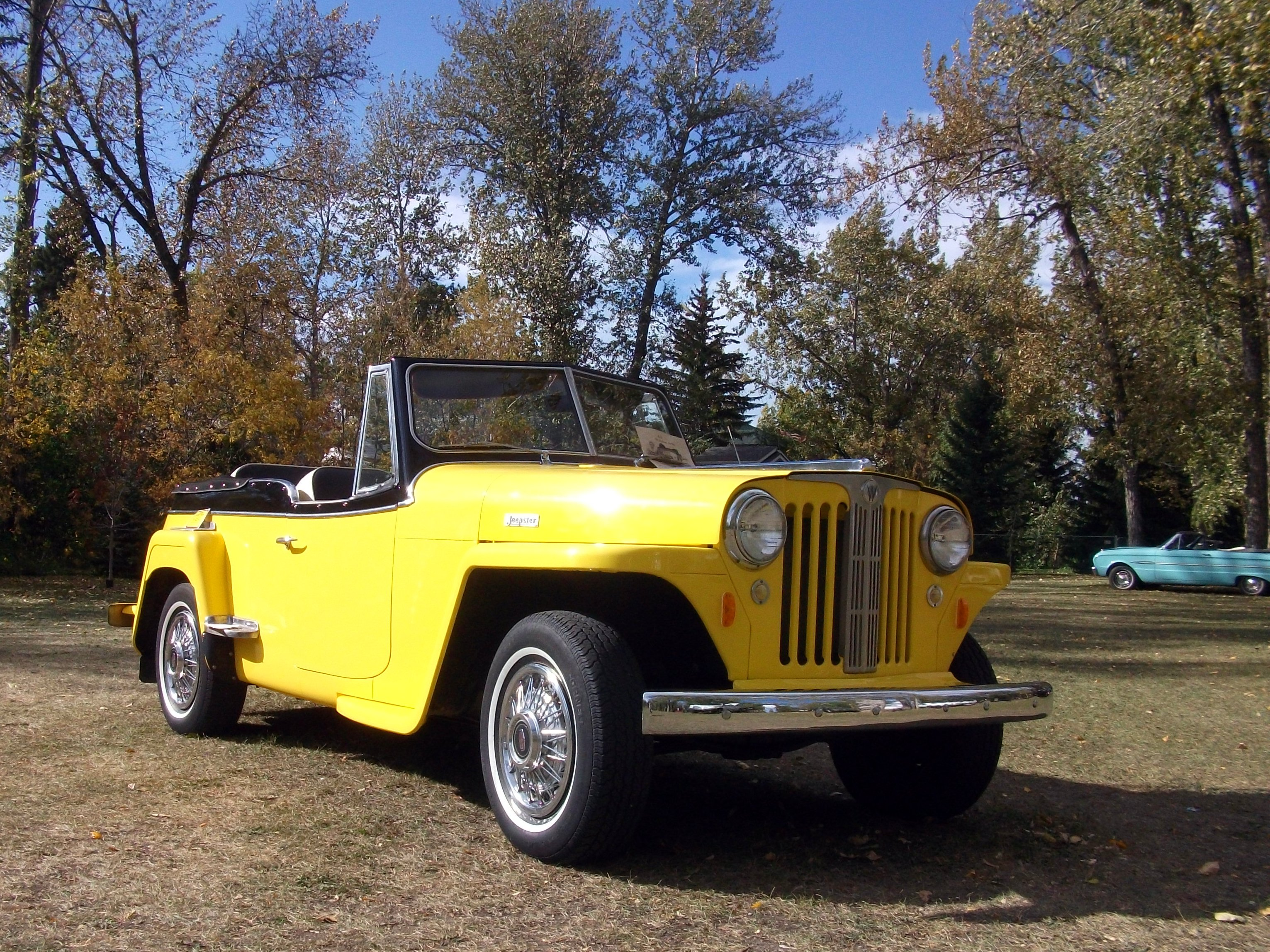
Willys Jeepster - otwarty dach

Po zakończeniu się II wojny światowej Willys-Overland zdecydował się zmienić profil działalności, zamiast pojazdów wojskowych koncentrując się odtąd na wytwarzaniu cywilnych samochodów. Aby wykorzystać moce produkcyjne w zakładach w Toledo, zdecydowano się rozbudować i zróżnicować ofertę modelową. Oprócz dużych modeli Jeep Station Wagon i Jeep Pickup o bardziej użytkowo-osobowym charakterze, opracowano także mniejszą i tańszą alternatywę.
W ten sposób powstał niewielki kabriolet o nazwie Willy Jeepster, charakteryzujący się miękkim składanym dachem i stylizacją typową dla cywilnych modeli oferowanych wówczas przez Willysa autorstwa Brooksa Stevensa. Do napędu Jeepstera wykorzystany został czterocylindrowy silnik benzynowy z serii L134 o pojemności 2,2 litra i mocy maksymalnej 63 KM, przenosząc moc na tylną oś.

### Sprzedaż
Willys Jeepster nie zdobył rynkowej popularności z powodu relatywnie wysokiej ceny w pierwszym roku sprzedaży, przy niewielkiej obniżce w kolejnym. W krótkim okresie produkcji producent dokonywał modyfikacji w gamie dostępnych jednostek napędowych, instalując systematycznie większe i mocniejsze silniki, jednak przy jednoczesnych zmianach w wyposażeniu popyt na Jeepstera pozostał niski. Z tego powodu, samochód zniknął z rynku po dwóch latach produkcji w 1950 roku.

### Silniki
- L4 2.2l
- L6 2.4l
- L6 3.6l